# طلال اسد
طلال اسد (زاده ۱۹۳۲) نویسنده  انسان‌شناس در مرکز دانش‌آموختگان دانشگاه شهری نیویورک است. وی در ارتباط با مطالعات پسااستعماری، مسیحیت، اسلام و مطالعات آیین مشارکت نظری  داشته و در دورهٔ اخیر فکری‌اش به انسان‌شناسی سکولاریسم دست زده‌است. طلال اسد از روش تبارشناسی که به‌وسیلهٔ فریدریش  نیچه توسعه یافت و توسط میشل فوکو برجسته شد، استفاده می‌کند و آن را از نظر مقایسه چنان پیچیده می‌کند که شماری از انسان‌شناسان، متألهان، فیلسوفان و دانشمندان علوم سیاسی آن را به عنوان پس‌زمینهٔ آزمون‌نشده‌ای از تفکر، داوری و کنش درمی‌یابند. او از این طریق در جایی که مخالفت یا بی‌تفاتی تعمدی غلبه می‌یابد، امکانات جدیدی را برای ارتباط، اتصال و ابداع خلاقانه می‌گشاید.
پژوهش درازمدت او دگردیسی قانون مذهبی (شریعت)را در سده‌های نوزدهم و بیستم در مصر مورد بررسی قرار می‌دهد و به‌صورت ویژه به برهان‌هایی دربارهٔ آنچه که تغییر مترقی و سکولار را شکل می‌دهد ارجاع می‌دهد.

## زندگی
طلال اسد در سال ۱۹۳۲ در عربستان سعودی از محمد اسد یک نویسنده و دیپلمات اتریشی یهودی‌الاصل که مسلمان شده‌بود و مادری مسلمان اهل عربستان سعودی به نام منیره حسین الشماری که در سال ۱۹۷۸ درگذشت، متولد شد.
هنگامی که او هشت ماهه بود خانواده اش به هند نقل مکان کردند، پدرش بخشی از جنبش پاکستان شد. پدر و مادرش اندکی قبل از ازدواج سوم پدرش طلاق گرفتند. طلال در پاکستان بزرگ شد و در مدرسه شبانه روزی مبلغان مسیحی تحصیل کرد. او دانش آموخته دبیرستان سنت آنتونی در لاهور است. زمانی که 18 ساله بود برای حضور در دانشگاه به انگلستان نقل مکان کرد و قبل از کشف مردم شناسی به مدت دو سال در رشته معماری تحصیل کرد.
اسد مدرک کارشناسی خود را در رشته مردم شناسی از دانشگاه ادینبورگ در سال 1959 دریافت کرد.به آموزش به عنوان یک انسان شناس فرهنگی ادامه داد و هم مدرک بلیت و هم دکترا را از دانشگاه آکسفورد دریافت کرد. مربی اسد در آکسفورد  ایوانز پریچارد بود که اسد از آن زمان در بسیاری از آثار خود به آن اشاره کرده است. در حین تحصیل در دانشگاه ادینبورگ، با تانیا بیکر آشنا شد و در سال 1960 ازدواج کردند و بعداً هر دو تحقیقات دکترای خود را در آکسفورد به پایان رساندند.
پس از تحصیل در مقطع دکترا، کار میدانی را در سودان شمالی در مورد ساختارهای سیاسی کبابیش، یک گروه عشایری که تحت حکومت استعماری بریتانیا تشکیل شده بود، به پایان رساند. او کتاب اعراب کبابیش: قدرت، اقتدار و رضایت در یک قبیله کوچ نشین را در سال 1970 منتشر کرد. اسد در طول تحصیلات خود به طور فزاینده ای به دینداری، قدرت و شرق شناسی علاقه مند شد. در اواخر دهه 1960، او گروهی را تشکیل داد که بر مطالب نوشته شده در خاورمیانه متمرکز بود. او به یاد می‌آورد که تحت‌تأثیر سوگیری و «فقر نظری» نوشته‌های شرق‌شناس، مفروضات بدیهی گرفته شده، و پرسش‌هایی که پاسخ داده نشدند.
اسد از ادوارد سعید و میشل فوکو به عنوان تأثیرات مهم بر کار او به ویژه در مورد ایده های قدرت و نظم یاد می کند. دانشمندان دیگری که او  توصیف می کند عبارتند از جان میلبنک و استنلی هاوئرواس، و همچنین همکارانی مانند جودیت باتلر و صبا محمود.

## آثار قابل توجه
تبارشناسی دین
در سال 1993 منتشر شد. هدف این کتاب بررسی انتقادی هژمونی فرهنگی غرب است، و بررسی می کند که چگونه مفاهیم غربی و شیوه های مذهبی شیوه نگارش تاریخ را شکل داده است. این کتاب به موضوعات مختلف تاریخی می پردازد، از آیین های قرون وسطایی اروپا تا خطبه های متکلمان عرب معاصر. به گفته اسد، آنچه همه آنها را به هم پیوند می دهد، این فرض است که تاریخ غرب بیشترین اهمیت را در دنیای مدرن دارد و کاوش در تاریخ غرب باید دغدغه اصلی مورخان و انسان شناسان باشد.[17]
کتاب با ترسیم ظهور دین به عنوان یک شیء تاریخی مدرن در دو فصل اول آغاز می شود. پس از این، اسد دو عنصر مسیحیت قرون وسطایی را مورد بحث قرار می دهد که دیگر به طور کلی توسط دین مدرن پذیرفته نمی شود، یکی از آنها نقش سازنده درد جسمی و فضیلت خود خواری است. در حالی که او برای این شیوه ها استدلال نمی کند، خوانندگان را تشویق می کند که به طور انتقادی در مورد اینکه چگونه و چرا مدرنیسم و اخلاق سکولار اینها را به عنوان شرایط باستانی «غیر متمدن» قرار می دهند، فکر کنند. اسد سپس به جنبه‌هایی از «عدم تقارن» بین تاریخ‌های غربی و غیرغربی می‌پردازد، که بزرگ‌ترین آنها این واقعیت است که تاریخ غرب به عنوان «هنجار» در نظر گرفته می‌شود، زیرا غیرغربی‌ها نیاز به مطالعه تاریخ غرب را احساس می‌کنند، اما این امر محقق نمی‌شود. هر دو راه. اسد استدلال می‌کند که این «امیال و بی‌تفاوتی‌های نامتقارن» به لحاظ تاریخی، تضاد بین غرب و غیرغرب را ایجاد کرده است.دو فصل پایانی کتاب ها در اوج ماجرای رشدی در اواخر دهه 1980 نوشته شد و به پاسخ های خشمگینانه به عدم تحمل مذهبی به نام لیبرالیسم می پردازد.
ساختار سکولاریزم
در سال 2003  منتشر شد. ایده اصلی کتاب خلق انسان شناسی سکولار و آنچه مستلزم آن است. این کار از طریق تعریف و ساختارشکنی سکولاریسم و برخی از بخش های مختلف آن انجام می شود. تعریف اسد «سکولار» را به عنوان یک مقوله معرفتی مطرح می کند، در حالی که «سکولاریسم» به یک دکترین سیاسی اشاره دارد. هدف از این تعریف این است که خواننده را ترغیب کند تا سکولاریسم و سکولاریسم را بیشتر از فقدان دینداری، بلکه شیوه ای از جامعه که اشکال خاص خود را برای میانجیگری دارد، درک کند. سکولاریسم، همانطور که اسد تئوری می‌کند، عمیقاً در روایت‌های مدرنیته و پیشرفتی که از روشنگری اروپایی شکل گرفته است، ریشه دارد، به این معنی که آن‌طور که عموماً تصور می‌شود «مدارا» و «بی‌طرف» نیست. اسد در این باره می نویسد: «یک دولت سکولار تحمل را تضمین نمی کند. ساختارهای مختلف جاه طلبی و ترس را وارد بازی می کند. قانون هرگز به دنبال حذف خشونت نیست، زیرا هدف آن همیشه تنظیم خشونت است.»
اسد پس از ارائه شجره نامه کوتاهی از مفهوم «سکولار»، عاملیت، درد، و ظلم، چگونگی ارتباط آنها با تجسم و چگونگی مفهوم سازی آنها در جامعه سکولار را مورد بحث قرار می دهد. از اینجا، او به کاوش در راه‌های متفاوتی می‌پردازد که در آن «انسان» یا فرد مفهوم‌سازی می‌شود و چگونه این موضوع به درک متفاوتی از حقوق بشر می‌پردازد - «حقوق بشر» را به‌عنوان یک تعریف ذهنی به جای مجموعه‌ای عینی از قوانین تثبیت می‌کند. فصل‌های بعدی مفاهیم و مفروضات پیرامون «اقلیت‌های مذهبی» در اروپا را بررسی می‌کنند و بحث در مورد اینکه آیا ناسیونالیسم اساساً ماهیت سکولار دارد یا مذهبی. چند فصل پایانی به بررسی تحولات در اقتدار دینی، قانون و اخلاق در مصر مستعمره می پردازد تا جنبه هایی از سکولاریزاسیون را که معمولاً به آنها توجه نمی شود، روشن کند.
اندیشه نهایی شکل‌گیری‌های سکولار، این پرسش است که انسان‌شناسی چه چیزی می‌تواند به روشن شدن پرسش‌های مربوط به سکولاریسم کمک کند. اسد پاسخ روشنی برای این سوال تعیین نمی کند، اما کاوش سکولاریسم "از طریق سایه های آن" را تشویق می کند و توصیه می کند که انسان شناسی سکولاریسم باید شروع به این سوال کند که چگونه "حساسیت ها، نگرش ها، مفروضات و رفتارهای مختلف در کنار هم قرار می گیرند تا دکترین را حمایت کنند یا تضعیف کنند. سکولاریسم؟»
بمب گذاری انتحاری
در پاسخ به حملات 11 سپتامبر و افزایش احساسات ضد اسلامی پس از آن، اسد در مورد بمب گذاری انتحاری را در سال 2007 منتشر کرد. این کتاب برای مقابله با سوالاتی در مورد خشونت سیاسی که در جامعه مدرن ما نقش محوری دارند و برای تخریب مفاهیم غربی از اسلامی طراحی شده است. سؤال اصلی کتاب این نیست که بپرسیم چرا یک نفر می‌تواند یک بمب‌گذار انتحاری شود، بلکه در عوض فکر انتقادی در مورد اینکه چرا بمب‌گذاری انتحاری چنین وحشت ایجاد می‌کند است. اسد چندین پیشنهاد یا توضیح بالقوه ارائه می دهد که چرا در مواجهه با بمب گذاری انتحاری احساس وحشت خاصی وجود دارد:
بمب گذاری انتحاری مظهر بی نظمی ناگهانی است که باعث ایجاد ناراحتی تکان دهنده و بسیار عمومی در زندگی عمومی می شود. این نقض مستقیم مفهوم بی گناهی غیرنظامی است - که همانطور که اسد اشاره می کند، در نتیجه خشونت دولتی ایالات متحده نیز رخ می دهد، اما از طریق لفاظی های میهن پرستانه "نرم" می شود. این تخلف به ویژه وحشتناک و نابخشودنی است.
   بمب گذاری انتحاری یک عمل قتلی است که عامل آن را از دسترس عدالت خارج می کند. جامعه مدرن و لیبرال تاکید زیادی بر کشاندن جنایتکاران به عدالت دارد، که در موارد حملات انتحاری گزینه ای نیست. تفکیک جنایت و مجازات غیرممکن می شود، به این معنی که هیچ راهی برای رسیدن به بسته شدن حمله وجود ندارد.
   اسد در این کتاب روشی را توصیف می‌کند که جامعه مدرن با یک سری تنش‌ها، مانند تنش بین خودمختاری فردی و اطاعت جمعی از قانون، بین احترام به زندگی انسان و پایان موجه آن، و بین وعده جاودانگی از طریق اجتماع سیاسی و اجتناب ناپذیری مرگ و زوال در زندگی فردی. این تنش ها به دولت اجازه می دهد تا به عنوان نماینده مستقل، نگهبان و پرورش دهنده بدن اجتماعی عمل کند، اما زمانی که دولت نتواند از بدن اجتماعی در برابر یک حمله انتحاری محافظت کند، شروع به فروپاشی می کند. 
   یک بمب گذاری انتحاری شاهدان را مجبور به مقابله با مرگ و این فکر می کند که "معنای زندگی فقط مرگ است و خود مرگ معنایی ندارد." ، مرگ به خصوص غم انگیز و هولناک است.
اسد در این کتاب دنبال دفاع از بمب گذاری انتحاری نیست، بلکه فراتر از برخی از مواضع رایج پیرامون آن است. به ویژه، او از محکوم کردن خشونت مذهبی به عنوان مخالف خشونت سیاسی مشروع و «موجه» که ایالات متحده درگیر آن است، انتقاد می کند. هدف او این است که بگوید اگر چیزی به نام «تروریسم موجه» وجود نداشته باشد، چیزی به نام «جنگ موجه» هم وجود ندارد.